# Sugar Rush (песня A*Teens)
«Sugar Rush» — третий и последний сингл с альбома «Teen Spirit» шведской группы A*Teens.

## История
Сингл был выпущен в июне 2001 года, когда группа отправилась на гастроли в США. Он не имел успеха, заняв самую низкую позицию в шведском хит-параде за всю историю A*Teens. К тому же он стал первым синглом группы, не получившим в Швеции статус «золотого». Примечательно, что в Аргентине он занял более высокую чартовую позицию, чем в Швеции.
Видеоклип был снят на пляже Малибу (режиссёр — Патрик Кили, до этого уже дважды работавший с группой) и представляет собой типичное летнее видео. Его премьера состоялась 23 мая 2001 года. Амит вспоминал, что на съёмках было весьма прохладно, а им с Дани пришлось купаться, в результате чего он «чуть не умер от холода».
На американском детском телеканале Nickelodeon «Sugar Rush» номинировался на «Лучший клип года», однако проиграл клипу *NSYNC «Pop».

## Список композиций
Шведский макси-сингл
1. Sugar Rush — 3:02
2. Sugar Rush (Earthbound’s Short Sugarcrush Remix) — 3:20
3. Sugar Rush (Earthbound’s Long Sugarcrush Remix) — 5:07
4. Sugar Rush (M12 Remix) — 6:05

На стандартной европейской версии присутствовала ранее не издававшаяся композиция «Give It Up».

## Хит-парады
| Страна    | Позиция |
| --------- | ------- |
| Аргентина | 11      |
| Швеция    | 15      |